# Louis-Alexandre Bottée
Louis-Alexandre Bottée, född 14 mars 1852 och död 14 november 1940, var en fransk medaljgravör.
Bottée har utfört en mängd medaljer och plaketter, utmärkta både för stor stil och friskhet i utförandet, bland annat flera utställnings och andra minnesmedaljer. Bottée har en god andel i den franska medaljkonstens återuppblomstring. Han har även utfört andra bildhuggar- och guldsmedsarbeten av hög konstnärlig kvalitet.